# Gjuke
I nordisk mytologi var Gjuke en sagnkonge, stamfar til ”gjukungerne”, dvs. modsvarigheden til den sydgermanske æt nibelungerne. Han var gift med den troldkyndige Grimhild. De mest kendte medlemmer af ætten er Gunnar Gjukeson og Gudrun Gjukedotter. Desuden sønnerne Høgne og Guttorm. De er nogle af hovedpersonerne i sagnkredsen om Vølsungeætten, Vølsungerne.
Gjuke har muligvis sin oprindelse i en historisk person burgunderkongen Gibica i begyndelsen af folkevandringstiden, omkring 400 e.Kr.